# Jordi Raich
Jordi Raïch (Barcelona, 1963) es un escritor español.
Escritor experto en ayuda humanitaria. Jordi Raïch es especialmente conocido por su libro "El espejismo humanitario", una obra polémica y autocrítica que diseca la ayuda humanitaria contemporánea y analiza las relaciones entre el cooperante y los diferentes actores del mundo solidario. El libro ha sido objeto de numerosos debates y se ha convertido en una referencia para las  ONG y todos aquellos que se dedican a la cooperación. Raïch es también conocido por su controvertida teoría sobre la evolución ética de la idea humanitaria, desarrollada en su ensayo homónimo y según la cual el humanitarismo, simplista e impulsivo, del siglo XXI perjudica el desarrollo y aplicación de los derechos humanos. 
Jordi Raïch estudió Biología, Derecho y Relaciones Internacionales. Desde 1986 trabaja en ayuda humanitaria como coordinador de proyectos, evaluador, investigador y consultor en epidemias, terremotos, hambrunas y guerras. Ha trabajado en más de 30 países y viajado por más de cien. Es miembro fundador de Médicos Sin Fronteras, Arquitectos Sin Fronteras e investigador del Instituto de Estudios sobre Conflictos y Acción Humanitaria. Asimismo es autor de numerosos ensayos, artículos de opinión y reportajes publicados en prensa diaria, semanarios y revistas especializadas. También es el protagonista principal del documental: "Los Negociadores. Cómo construir la paz".
Su labor diplomática, humanitaria y divulgadora ha sido reconocida con la Medalla Ministerio de Defensa Nacional categoría de Gran Oficial de Colombia (2014), la Orden José de Marcoleta grado de Gran Cruz de Nicaragua (2022) y la Medalla de Honor de Barcelona (2022).

## Obras publicadas
Autor
- ONGistán (Endebate 2014)
- Bogotá: Grafiticity. Colombian Street Art (Amazon Kindle 2013)
- El caos sostenible (Península 2012)
- AfganiSatán. A través de un país maldito (Amazon Kindle 2010)
- Guerres de Plàstic (Cossetània 2008)
- El espejismo humanitario (Debate 2004 y Random House eBook 2013)
- Afganistán también existe (RBA 2002)
- Evolución ética de la idea humanitaria (Cuadernos para el debate 2002 y Amazon Kindle 2012)

Coautor
- Mujer todos somos una (San Pablo 2017)
- Was Gabo an Irishman? (Papen Press 2015)
- Humanitarismo militar, militarismo humanitario (Centre Delàs 2007)
- No a la guerra (RBA y Ara Llibres 2003)
- Before Emergency: Conflict Prevention and the Media (Universidad de Deusto 2003)
- Fogo sobre os media (Quarteto 2003)
- Guerra y olvido (Intermón-Oxfam 2002)

Coeditor
- El laberinto humanitario (Acento 1999)